# دو اودرار (تيزغت)
دو اودرار هي إحدى مشيخات المملكة المغربية، تتبع جغرافيا لإقليم طاطا وإداريًا لتيزغت. يقدر عدد سكانها بـ 932 نسمة حسب الإحصاء الرسمي للسكان والسكنى لسنة 2004.